# Черняєвський сільський округ
Черня́євський сільський округ (каз. Черняев ауылдық округі, рос. Черняевский сельский округ) — адміністративна одиниця у складі Карасуського району Костанайської області Казахстану. Адміністративний центр — село Леніно.
Населення — 958 осіб (2021; 1374 у 2009, 1854 у 1999, 2412 у 1989).
Станом на 1989 рік існувала Черняєвська сільська рада (села Леніно, Тучковка, селища Білозерка, Зеленовка, Коновниценка, Маршановка, Черняєвка). Село Коновниценка ліквідовано 2009 року.

## Склад
До складу округу входять такі населені пункти:
| Населений пункт    | Старі назви | Населення, осіб (1989) | Населення, осіб (1999) | Населення, осіб (2009) | Населення, осіб (2021) |
| ------------------ | ----------- | ---------------------- | ---------------------- | ---------------------- | ---------------------- |
| Білозерка, село    | -           | 240                    | 199                    | 136                    | 105                    |
| Зеленовка, село    | -           | 273                    | 196                    | 194                    | 123                    |
| Коновниценка, село | -           | 156                    | 87                     | -                      | -                      |
| Леніно, село       | -           | 1041                   | 718                    | 563                    | 436                    |
| Маршановка, село   | -           | 158                    | 176                    | 161                    | 106                    |
| Тучковка, село     | -           | 256                    | 183                    | 121                    | 81                     |
| Черняєвка, село    | -           | 288                    | 232                    | 197                    | 107                    |